# Leopolis Grand Prix (фестиваль)
Leopolis Grand Prix (укр. Леополіс Гран Прі) — фестиваль ретро автомобілів, який з 2011 року щорічно проходить у Львові.
Фестиваль «Leopolis Grand Prix» або «Великі Призи Львова» — це відновлення історичних автомобільних перегонів трасою «Львівський трикутник» (вул. Вітовського, пл. І Франка, вул. Стрийська, Гвардійська (тепер Героїв Майдану)), а також рівнинних перегонів поза Львовом. Його внесено до офіційної програми світових ретро-фестивалів. У програму фестивалю входять не тільки перегони, а й багато різноманітних акцій: виставки-презентації класичних автомобілів, ретро-парад центральними вулицями міста, покази спеціалізованих колекцій мод на автомобільну тематику.
Окрім шоу-перегонів на класичних автомобілях у програму включено змагання в національному класі автомобілів: власники антикварних українських «Запорожців ЗАЗ-965», запрошені з різних куточків України та закордону, змагаються за Кубки у різних категоріях.

## Історія
1907 року через збільшення кількості транспорту влада Львова ввела перші дорожні правила.
Потреба в промоції авто породила пробіги та перегони. Пробіг між Львовом та Краковом тривав 40 годин. Проте найкраще промували автомобіль спортивні перегони, які щойно зароджувалися.
1930 року відбулися перші кільцеві перегони Гран-прі Львова, які пройшли трасою «Львівський трикутник».

## Мета фестивалю
Міжнародний фестиваль старожитніх автомобілів «Leopolis Grand Prix» відродив перегони в статусі ретро на історичній трасі «Львівський трикутник». Він був створений на замовлення Львівської обласної держадміністрації та Львівської міської ради, з метою популяризації туристичної привабливості регіону в Україні та за кордоном, розвитку автомобілізму та автомобільного туризму, популяризації та поширенню руху збереження та відновлення класичних автомобілів.

## Історія фестивалю

### 2011 рік
10-12 червня 2011 у Львові відбулися перші змагання в рамках фестивалю «Леополіс Гран Прі». Ця подія була приурочена до 80-річчя Перших Міжнародних авто змагань «Гран-прі Львова», які стартували вулицями Львова 8 вересня 1930 року.
В 2011 році в фестивалі взяло участь 74 екіпажі, з них 34 з-за кордону. До огляду були представлені різні ретро-автомобілі, найстарішим з них було авто 1927 року.
До участі у «Леополіс Гран Прі 2011» допускалися транспортні засоби, виготовлені в роках (періодах), визначених класифікацією FIVA.
Класифікація FIVA
- Class A (Ancestor) до 31/12/1904 р.
- Class B (Veteran) 01/01/1905 до 31/12/1918 р.
- Class C (Vintage) 01/01/1919 до 31/12/1930 р.
- Class D (Post Vintage) 01/01/1931 до 31/12/1945 р.
- Class E (Post War) 01/01/1946 до 31/12/1960 р.
- Class F 01/01/1961 до 31/12/1970 р.
- Class G (Excluzive) 01/01/1971 до 31/12/1983 р.

Організатором заходів був Малопольський Автомобільний Клуб (МАК), зі штаб-квартирою у Львові.

### 2012 рік
У 2012-му році фестиваль «Леополіс Гран Прі» включений до офіційної програми святкування Дня Львова. «Леополіс Гран Прі-2012» проходив за місяць до проведення у Львові масштабної події — футбольного ЄВРО-2012. Під час проведення автомобільних змагань на історичній трасі «Львівський трикутник» (5 травня 2012 року) пройшли навчання з узгодження дій служб, задіяних у підтриманні правопорядку, МНС, служб ДАІ, ППС, пожежних, служб екстреної медицини та офіційних волонтерів ЄВРО.

### 2013 рік
Під час фестивалю у 2013 році Львів перетворився на виставку ретро авто просто неба. 300 тисяч львів'ян та гостей міста відвідали дійство за три дні фестивалю. ЗМІ про фестиваль згадали 506 разів. Youtube показує понад 1000 любительських відео.

### 2014 рік
Через події в державі фестиваль змінив свій формат. Відбулася виставка ретро-авто, автопробіг та збір коштів для 24-ї окремої механіхованої бригади.

### 2015 рік
у фестивалі взяло участь 120 авто з трьох країн. Головна локація — парк культури ім. Б.Хмельницького.

### 2016 рік
На фестиваль приїхали 162 екіпажі, серед яких: Україна (126), Білорусь (2), Польща (24), Литва (3), Угорщина (3), Австрія (1), Італія (2), Німеччина (1). У програмі: виставка ретро автомобілів, парад автоучасників вулицями Львова, перегони класичних авто трасою «Львівський трикутник», конкурс ретро елеганції, церемонія нагородження, концертна програма за участі гуртів «ТНМК» та «Піккардійської терції».

### 2017 рік
Наступний фестиваль Leopolis Grand Prix відбувся 2-4 червня 2017 року. Місце проведення: парк культури та відпочинку ім. Б.Хмельницького.

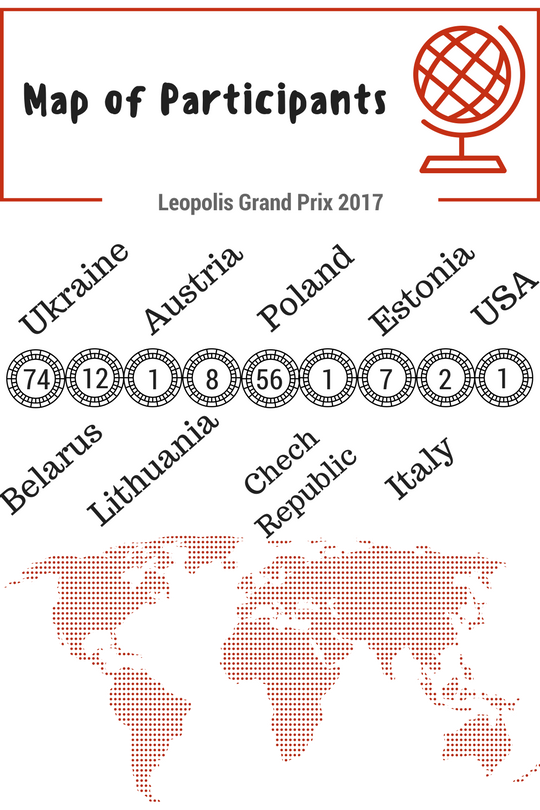

## Кубки
- Головний Кубок фестивалю: стилізована бронзова чаша (автор — Мирослав Дедишин)
- Кубок 5-разового Чемпіона України з авторалі — Василя Ростоцького. Це головна нагорода для ЗАЗ-965 "Національний клас. (Автор — Юрій Мисько)
- Кубок Соломії Крушельницької- головна нагорода для кращого жіночого екіпажу (автор — Леся Квик)

Переможцям вручається диплом та замінний кубок.

## Положення про допуск автомобілів до участі в фестивалі Леополіс Гран Прі
Умови участі у Леополіс Гран Прі 2016*
До перегонів допускаються автомобілі:
- до 1975 року випуску
- з оригінальним кузовом та двигуном

Участь в конкурсі елеганції, виставці та параду допускаються автомобілі:
- до 1985 року випуску або ексклюзивні.

Учасник зобов'язаний зареєструватись на сайті Леополіс Гран Прі

## Конкурс Елеганції
Це конкурс, у якому учасники представляють свій автомобіль публіці.
Мета — якнайкраще відобразити епоху даного автомобіля, передати енергетику та харизму автівки, її особливість та унікальність.
Впродовж років цей конкурс набув все більших оборотів: з простого виїзду на подіум та опису автомобіля він переріс у цікаві інсценізації учасниками фестивалю, що надало йому ще більшого шарму та цікавості!
Отже, основними критеріями у виборі фіналістів є:
1. Зовнішня естетика автомобіля та його власників.
2. Вміння поводитись на сцені/подіумі.
3. Представлення авто: це може бути сценічна постановка: сценка, шарж та інші види малих сценічних форм.
4. Креативний підхід.

Нагороди за місця: І, ІІ, ІІІ.
Та номінації:
- За найкраще відображення епохи авто
- За естетику, красу, шарм
- За креативний підхід
- За найкращу інсценізацію
- За найкращий військовий автомобіль
- За глобальність та глибокість задуму
- номінація «Глядацьких симпатій»

## Організатори
Організатором фестивалю «Леополіс Гран Прі» є громадська організація «Авто-Фан-Клуб „ЗАЗ-Козак“». При підтримці Автомобільної федерації України, Міжнародної автомобільної федерації (ФІА). Під патронатом Львівської обласної державної адміністрації та Ради міста Львова, Міського Голови міста Львова, Генерального консула Республіки Польща у Львові.